# 笹子重治
笹子 重治（ささご しげはる、1958年3月21日 - ）は、日本のギタリスト。Choro Club（ショーロクラブ）・コーコーヤのリーダーである。

## 人物
ブラジリアン・スタイルを基本にしたギタリスト、作曲家、音楽プロデューサー。パウリーニョ・ダ・ヴィオーラ、ナラ・レオン等多くの来日ブラジル人アーティストとセッションを重ねた後、1986・87年にかけてブラジルで活動。帰国後Choro Clubを結成。
Choro Club、コーコーヤなど自身のユニットのリーダーの他、EPO、比屋定篤子、アン・サリー、桑江知子、大島保克、宮沢和史、Yae、NUU、古謝美佐子、畠山美由紀、松田美緒、照屋美穂、手島葵、吉田慶子、鈴木重子、大島花子、純名里沙、落合さとこ、池田綾子、かとうかなこ、小松亮太、江藤有希など、多くの歌手・演奏家のサポート、音楽プロデュースを手がけている。特にガットギターを中心としたシンプルな編成のものを得意としており、共演者らとのパフォーマンスにおけるギター1本でのデュオ演奏の評価は高い。
作曲の分野でも、Choro Club、コーコーヤを中心とした多数の楽曲の他、各共演歌手との共作、ブラジルの国民的作詞家パウロ・セザル・ピニェイロ、ルーツサンバの長老、故ギリェルミ・ジ・ブリート、日本でも人気の高いシンガーソングライターのジョイスとの共作などもあり、それぞれCD化されている。
「自分はソリストではない」と明言しており、あくまでも歌のバックとしての活動をしているが、2010年8月に発売された初の自分名義のアルバムでは2曲ソロ演奏を収録している。

## 経歴
- 2000年 - Choro Clubの秋岡欧とのデュオによるブラジル音楽のアルバム「DUO」をオーマガトキより発表。大貫妙子、奥田民生、矢野顕子、鈴木慶一、宮沢和史によるコンサートツアー「Beautiful Songs」に参加。
- 2001年 - ジャキス・モレレンバウンをプロデュースに迎えリオで録音されたアルバム「マリチマ」を発表。NHKスペシャルの新シリーズ「激動・地中海世界」の音楽を演奏。フジテレビ「忠臣蔵1/47」音楽担当、サントラリリース。
- 2002年 - 平良とみの沖縄弁による語りとChoro Clubの音楽とでつづる異色のアルバム「ニライカナイ」を発表。
- 2003年 - Choro Club初期作品のセルフカヴァーを中心としたアルバム「colors」を発表。 全曲女性歌手とのコラボレーション・インストグループ異色のアルバム「sonora」発表。2004年封切りの東映映画「油断大敵」の音楽を担当。
- 2004年 - 日本テレビのドラマ「彼女が死んじゃった」の音楽を、Choro Clubで担当。 桑江知子13年ぶりのフルアルバムのプロデュース・編曲・演奏を担当。
- 2005年 - NUUのアルバム「あかり」のサウンドプロデュースを担当。「PREVENDO」（キングレコード）「REVENDO」（BMG）をリリース。Choro Club以来の本格的な自己ユニット「コーコーヤ」を、若手演奏家、江藤有希（ヴァイオリン）黒川紗恵子（クラリネット）とともに結成。
- 2006年 - アニメ「ARIA」シリーズ2作目「ARIA the Natural」のサントラを、Choro Club with Senoo 名義で担当。桑江知子「カジマヤー」のプロデュースを担当
- 2007年 - Jリーグ「ガンバ大阪」の公式応援歌「奇跡の絆」を、作曲&サウンドプロデュース。NHKラジオ「ビュッフェ131」のテーマ音楽として、1年を通して笹子作「ジンタ」が選ばれる。
- 2008年 - アニメ「ARIA」シリーズ3作目「ARIA the Origination」の音楽制作を、Choro Clubで担当。コーコーヤのデビューアルバムを発表。aminの新譜「my life, my songs」の制作に関わる。
- 2009年 - フジテレビアニメ「リストランテ・パラディーゾ」の音楽制作をコーコーヤで担当。Choro Club4年ぶりの作品集「Trilogia」制作。吉田慶子「DEPOIS DA BANDA PASSAR／Keico Yoshida Cnta NARA」をプロデュース。
- 2010年 - 初のソロアルバム「onaka-ippai」リリース。
- 2011年 - 自身がホストを務めるライブシリーズ「ささごはん」開始。テレビアニメ「異国迷路のクロワーゼ」の音楽をコーコーヤで担当。コーコーヤ2ndアルバム「FREVO!」発表。Choro Clubにて7人のボーカリストを迎えた「武満徹ソングブック」発表。この年から5年連続で、アンサリーと畠山美由紀による「2人のルーツショー」の音楽監督を務める。
- 2013年 - コーコーヤのサードアルバム「travelogue」発表。
- 2014年 - 2011年よりコラボを続けていた大島花子の1stアルバム「柿の木坂」にて楽曲提供、サウンドプロデュース。
- 2015年 - 純名里沙のアルバム「Silent Love 〜あなたを想う12の歌〜」に参加[1]。宮沢和史のソロ活動集大成アルバム「MUSICK」にて、新曲2曲サウンドプロデュース。NUUのアルバム「うまれてきたから」プロデュース。大島花子歌・坂本九作品「親父」が有線チャート1位。2016年 - 江藤有希の1stアルバム「hue」プロデュース。藤井丈司プロデュースによる「~星空カフェ~心鎮まる、ひとときのために」の編曲と演奏（アイリッシュハープ奏者、吉野友加とのデュオ）を担当、ロングセラーを記録。
- 2017年 - Choro Club8年ぶりのオリジナル集「musica bonita｣発表
- 2018年 - 純名里沙アルバム「う・た・が・た・り」、落合さとこアルバム「猫の真珠」プロデュース。大島花子のアルバム「ひめりんご」にて、楽曲提供、サウンドプロデュース。
- 2019年 - 桑江知子40周年記念アルバムをプロデュース。

## ディスコグラフィー
- CHORO CLUB (FHCF-1071) 1990
- CHORO CLUB 2 (FHCF-1126) 1991
- CHORO CLUB 3 (FHCF-2006) 1992
- SUMMER SIDE OF CHORO CLUB (FHCF-2076) 1993
- CHORO CLUB 5 (FHCF-2172) 1994
- FEEL SO COOL (SRCS-7300) 1994
- FEEL SO NATURAL (SRCS-7301) 1994
- SONGS (OMCA-6) 1997
- DUO (OMCA-10) 2000
- BRASILIANA (SRCS-2293) 2000
- MARITIMA (SRCS-2510) 2001
- 1/47 CHORO CLUB meets 服部隆之(SICP-65) 2001
- ヨコハマ買い出し紀行 -Quiet Country Cafe- オリジナル・サウンド・トラック (SVWC-7149) 2003
- ニライカナイ (SICL-9) 2002
- Colors (SICL-54) 2003
- Sonora (SICL-75) 2003
- CHORO CLUB feat. Senoo 「彼女が死んじゃった。」オリジナルサウンドトラック(SICL-79) 2003
- CHORO CLUB feat. Senoo ARIA The ANIMATION オリジナルサウンドトラック (VICL-61795) 2005
- REVENDO(BVCK-38114) 2005
- PREVENDO(KICP-1115)2005
- CHORO CLUB feat. Senoo「ARIA The NATURAL」 (VICL-61935) 2006
- CHORO CLUB feat. Senoo「ARIA The ORIGINATION」(VTCL-60026) 2008
- antique (HRBD-008) 2008
- musica paradiso (VTCL-60134) 2009
- Trilogia (VACM-1393) 2009
- onaka-ippai (RSCG-1049) 2010
- 「異国迷路のクロワーゼThe Animation」(VTCL-60271)2011
- 「武満徹ソングブック」 (song x 006) 2011
- 「Frevo!」(XQJT-1002) 2011
- 「travelogue」(XQJT-1006) 2013
- 「~星空カフェ~心鎮まる、ひとときのために」(SPCC-1010)2016
- 「musica bonita」(song X 044) 2018